# Oktoberdiplom
Oktoberdiplom nennt man in der österreichischen Geschichtsschreibung das föderalistisch geprägte österreichische Verfassungsgesetz vom 20. Oktober 1860. Es wurde schon 1861 vom zentralistischen Februarpatent abgelöst, dieses nach dem Ausgleich mit Ungarn 1867 von der Dezemberverfassung, die in den nichtungarischen Ländern der Monarchie bis zu ihrem Ende, 1918, galt. Der Titel des Gesetzes lautete Kaiserliches Diplom vom 20. Oktober 1860, zur Regelung der inneren staatsrechtlichen Verhältnisse der Monarchie.
Das neoabsolutistische Regierungssystem war 1851 mit dem Silvesterpatent eingeführt worden. Kaiser Franz Joseph I. scheiterte damit jedoch 1859 militärisch in Oberitalien (Schlachten bei Magenta und Solferino) und politisch in der ganzen Monarchie. Das wirtschaftlich erstarkende Bürgertum verlangte politische Mitsprache nach westeuropäischem Muster. Das Oktoberdiplom war ein halbherziger Versuch, dem geschwächten Kaiser mehr Unterstützung in seinen Ländern zu verschaffen.

## Inhalt
Das Oktoberdiplom wurde vom Kaiser in Form eines Manifestes und eines Diploms erlassen (RGBl. Nr. 225 und 226 / 1860). Es beinhaltete die Grundzüge einer neuen Verfassung in der Staatsform einer konstitutionellen Monarchie. Es wurde ein Reichsrat mit 100 Mitgliedern geschaffen, der in finanz- und wirtschaftspolitischen Fragen beratende Funktion, in legislativer Hinsicht aber nur geringe Bedeutung haben sollte. Außen- und Kriegspolitik blieben weiterhin in der alleinigen Entscheidungskompetenz des Kaisers.
Das Diplom war ein Kompromiss zwischen den zentralistischen Tendenzen der deutschsprachigen (damals als deutsch bezeichneten) Bevölkerung und den föderalistischen Bestrebungen der übrigen Nationalitäten. Die Landtage der einzelnen Kronländer sollten weitgehende Autonomie gegenüber dem Reichsrat erhalten.
Der Kompromiss konnte weder die Deutschliberalen noch die Magyaren zufriedenstellen, die auf ihre Einbeziehung in den gemeinsamen Reichsrat mit Steuerverweigerung reagierten. Der allgemeine Widerstand führte vier Monate später zu einer Revision des Oktoberdiploms im Februarpatent vom 26. Februar 1861, das die im Oktoberpatent gegebenen Verfassungsversprechen einlöste, von Ungarn aber neuerlich abgelehnt wurde, bis es 1867 zum Ausgleich kam.